# مربح
مربح هي منطقة تابعة لإمارة الفجيرة في الإمارات وهي تعتبر مدينة ساحلية مطلة على خليج عمان من الجهة الشرقية وتجاورها منطقة قدفع من جهة الشمال والقرية من جهة الجنوب وتجاورها منطقة مدحاء العمانية من جهة الغرب .
تتميز منطقة مربح بمناطقها الساحرة الهادئة وقد يكون العامل المهم الذي أضفى على مربح رونقها الخاص هو وجودها ما بين البحر والجبال ومزارع النخيل التي تتواجد بالقرب من الشاطئ أي في جهة الشرق تعود إلى زمن الأجداد القدامى الذين تعبوا بعرق جبينهم من أجل زراعة الأراضي الخاصة بهم وأورثوها لأبنائهم الذين بفخر يحاولون إكمال مسيرة أجدادهم، تتواجد في هذه المنطقة  مدارس عده وهي مدرسة مربح الثانوية للبنات مدرسة سيف بن حمد الشرقي للأولاد وروضة الشهد وروضة الإخلاص. 

## موقعها
تتميز مربح بموقعها الاستراتيجي بين منطقة الفجيرة وخورفكان ما يجعلها المنطقة الرابطة بين مدينتين يقطنهما شتى أنواع الجنسيات، توجد بالمنطقة عدد من المشاريع التجارية وهي بصدد تطور اقتصادي حيث بدأ التطور التجاري في مجال السوق الذي اتضح كثيرا في الآونة الأخيرة.

## الخدمات المتوفرة في المنطقة
- عيادة مربح الصحية.
- عيادة قدفع الصحية . (قدفع)
-اللولو اكسبرس (مربح)
- بنك الفجيرة الوطني (فرع)(قدفع)
- بنك أبوظبي الوطني (فرع)(قدفع)
- نادي فتيات مربح (بأمر من الشيخ محمد بن راشد آل مكتوم )(مربح)
-صالة رياضية مغطاة بها مسبح بمواصفات عالمية (مربح)
- بلدية الفجيرة - (فرع العقير) (قدفع)
- حديقة العقير للعائلات(مربح)
-عمارات سكنية
- ميناء ومرسى للقوارب
- شاطئ للتنزه(قدفع)
(قدفع)
- شوارع داخلية منارة
- مساجد وجوامع
- مصلى للعيد
- قاعات أفراح
- نادي رياضي ثقافي (العروبة)(مربح)
- محطات وقود (الإمارات)
-سـد لتجمع المياه.
- هيئة الكهرباء والماء (فرع)(قدفع)
- صيدليات
- محال تجارية (متنوعه)
كما تتقسم مربح لقرى عديده بداخلها وهي :
- العقير - النهي - خان صاحب - الفلل